# Metro w Dnieprze
Metro w Dnieprze (ukr. Дніпровський метрополітен) – system metra w Dnieprze na Ukrainie. Trzecia pod względem liczby stacji i długości miejska kolej podziemna Ukrainy.

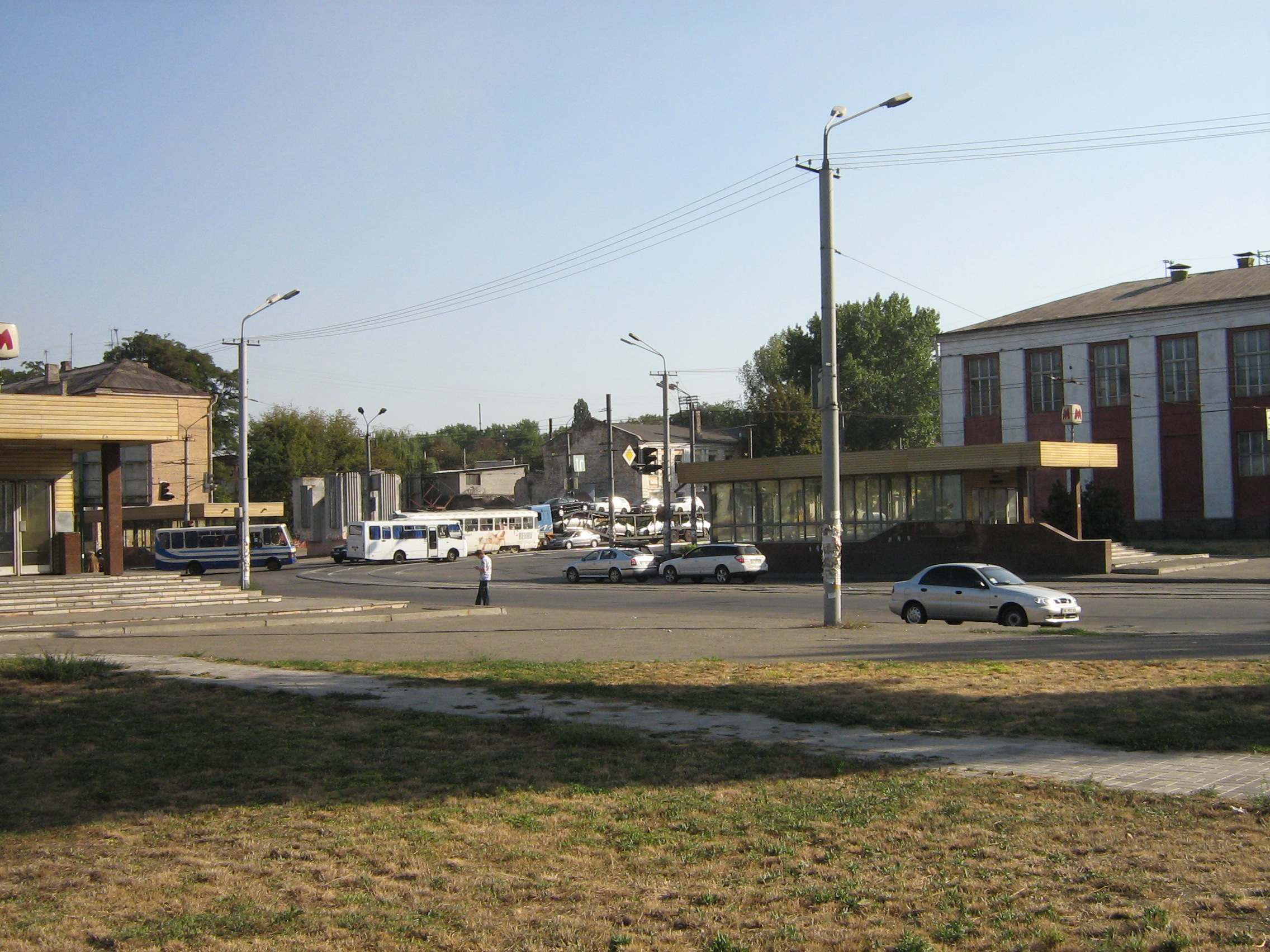
Wejście do metra dnieprowskiego

Metro jest dostępne dla pasażerów od 5:00 do 23:00. W godzinach szczytu kursuje co 6-7 minut a poza nimi co 10 minut.

## Historia

### Plany i budowa
W 1979 roku Rada Ministrów Związku Radzieckiego podjęła decyzję o budowie metra ponieważ liczba ludności w Dnieprze przekroczyła w 1976 roku milion mieszkańców. Prace w terenie ruszyły w roku 1981. Nigdy jednak z powodu trudności gospodarczych po upadku ZSRR nie wykonano w całości zaplanowanej trasy. Ze względu na fakt ukończenia pierwszego odcinka w 90%, do 1990 roku zdecydowano o dokończeniu inwestycji. Pociągi rozpoczęły kursowanie 29 grudnia 1995.
Długość linii wynosiła 7,8 km, oddano do użytku 6 stacji:
- Wokzalna (ukr. Вокзальна)
- Metrobudiwnykiw (ukr. Метробудівників)
- Metałurhiw (ukr. Металургів)
- Zawodśka (ukr. Заводська)
- Prospekt Swobody (ukr. Проспект Свободи)
- Pokrowśka (ukr. Покровська)

Podejmując decyzję o budowie metra najpierw zbudowano stacje w dzielnicy przemysłowej. Ponieważ obszar ten traci na znaczeniu, rola metra, które w dodatku omija centrum miasta, jako środka komunikacji zmniejsza się. Widać to w spadku liczby pasażerów – z 18,2 mln przewiezionych w roku 1996 do 7,5 mln w roku 2016. Początkowo pięciowagonowe pociągi zostały skrócone do trzech wagonów. Zgodnie z pierwotnymi planami drugi odcinek metra miał mieć 4 km długości i obejmować 3 stacje, a planowano oddać go do użytku 2–3 lata po ukończeniu pierwszego. Z powodu szczupłości środków prace nad nim posuwały się powoli, choć przyśpieszyły w 2016 r. po uzyskaniu środków z Europejskiego Banku Odbudowy i Rozwoju.
Od 2017 roku trwają finansowane przez EBOR oraz EBI prace budowlane nad kolejnym odcinkiem linii, obejmującym trzy stacje: Teatralna (ukr. Театральна), Centralna (ukr. Центральна) i Muzejna (ukr. Музейна), którego otwarcie przewidywane jest na 2021 rok. Inżynierem kontraktu została polska firma «ILF Consulting Engineers Polska». Po dokonaniu przeglądu dokumentacji i zapoznaniu się z lokalnymi warunkami okazało się, że planowany termin jest do nie utrzymania ze względu na trudne warunki gruntowe oraz trudności natury prawnej. Nowy termin wyznaczono na rok 2023.

### Opłaty za przejazd

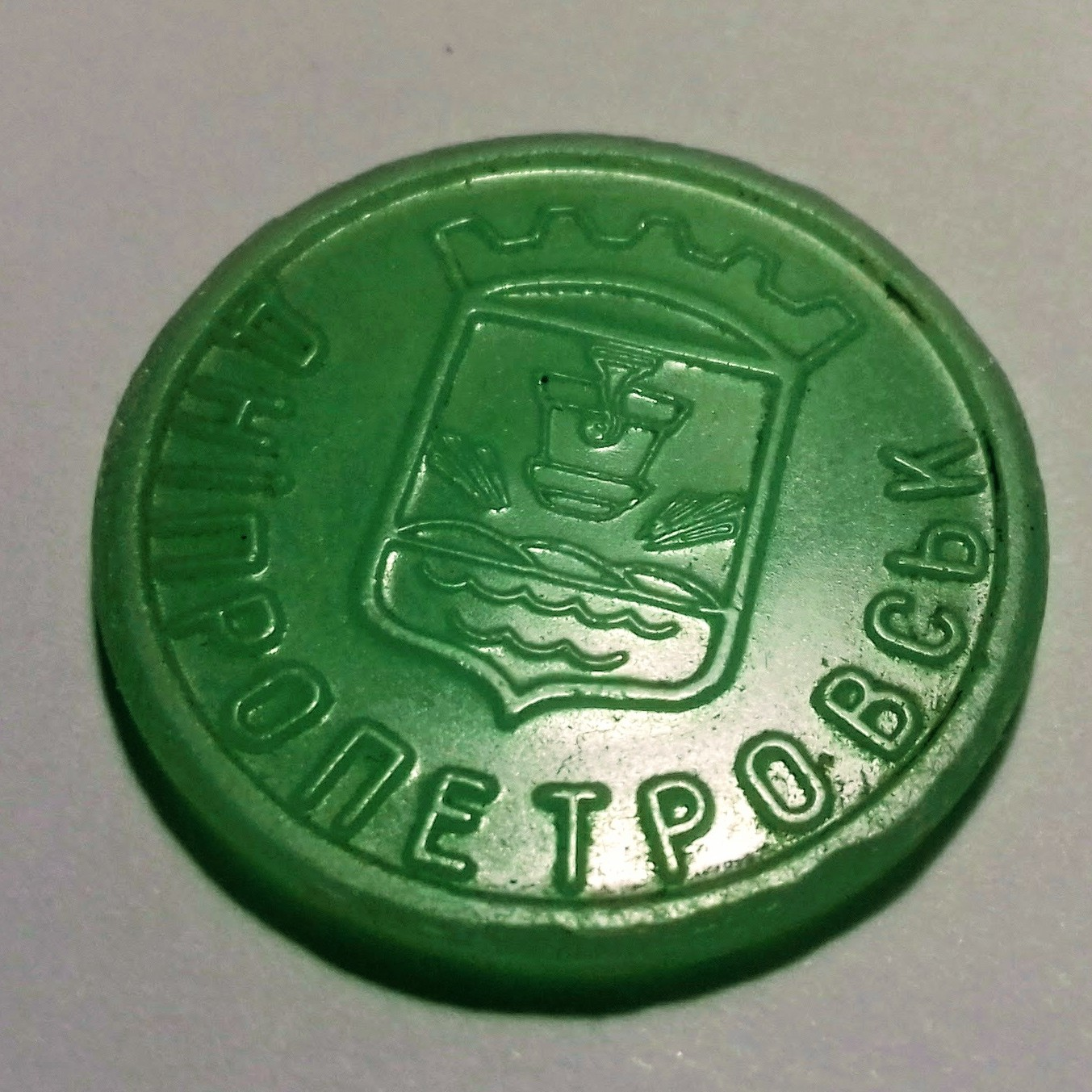
Żetony dnieprowskiego metra

Płatności dokonuje się za pomocą żetonu, który można kupić w kasach metra na stacjach. Opłata wynosi 6 UAH (stan na styczeń 2020).
Od 5 listopada 2018 dla uczniów szkół średnich w Dnieprze wprowadzono 50% zniżkę na podróż metrem, która obowiązuje w roku szkolnym, z wyjątkiem ferii, weekendów itp.

## Linie

### Linie i spis stacji
| # | Nazwa linii                                    | Otwarta         | Długość | Liczba stacji |
| - | ---------------------------------------------- | --------------- | ------- | ------------- |
| 1 | Centralno-Zawodśka (ukr. Центрально-Заводська) | 29 grudnia 1995 | 7,8 km  | 6             |

### Linia Centralno-Zawodśka
- Wokzalna (ukr. Вокзальна)
- Metrobudiwnykiw (ukr. Метробудівників)
- Metałurhiw (ukr. Металургів)
- Zawodśka (ukr. Заводська)
- Prospekt Swobody (ukr. Проспект Свободи)
- Pokrowśka (ukr. Покровська)

## Tabor
Metro obsługiwane jest przez wagony wyprodukowane w Związku Radzieckim, Serii 81, konkretnie 81-717.5M/714.5M i 81-717.5/714.5. Łącznie tabor liczy 45 pociągów. Każdy pociąg składa się z trzech wagonów, mimo że perony mogą pomieścić 5 wagonów.

## Stacje metra

### Przykładowe stacje metra

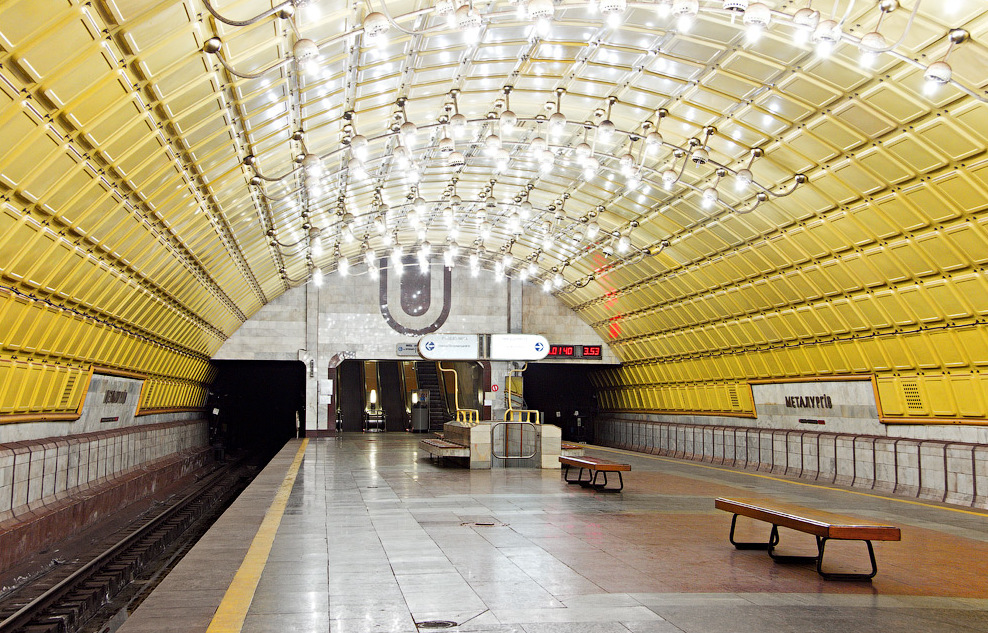
Metałurhiw
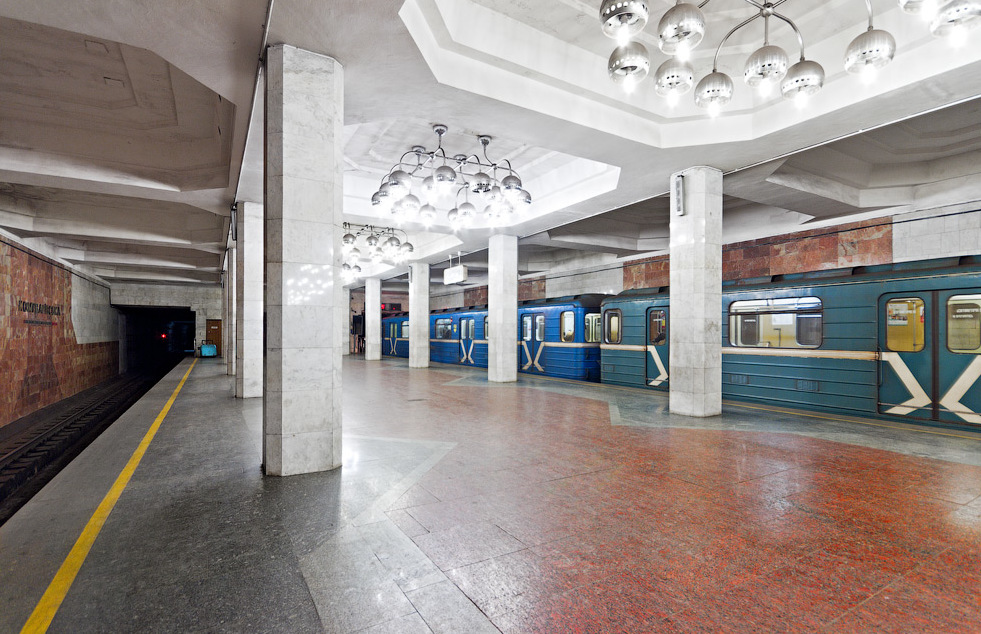
Pokrowśka
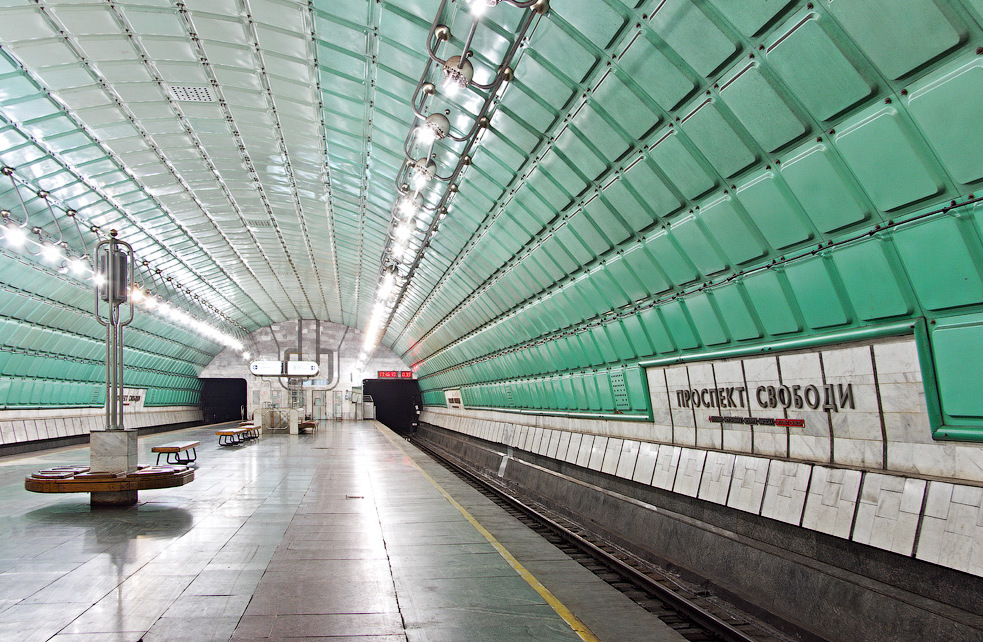
Prospekt Swobody
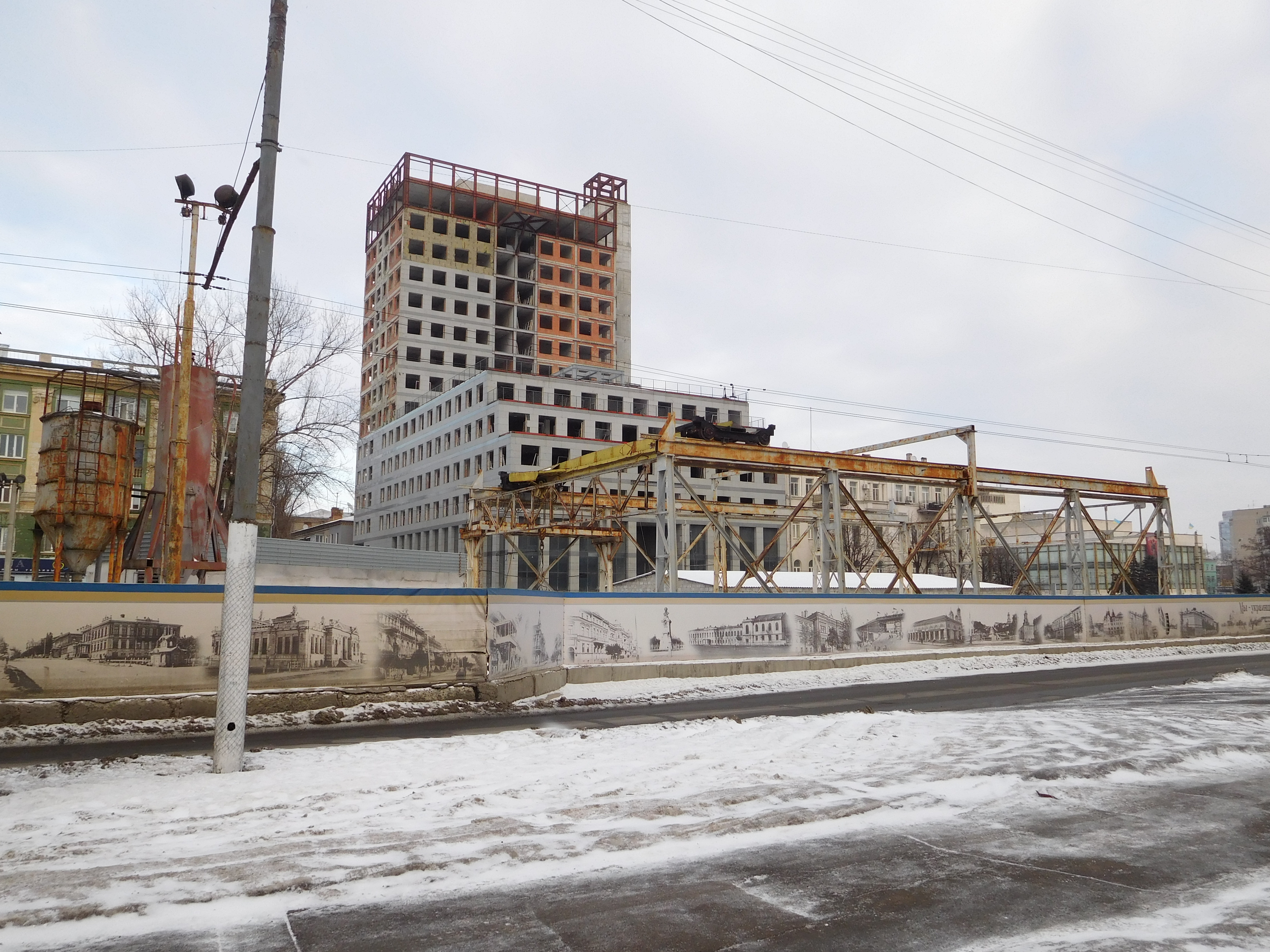
Teatralna (w budowie)
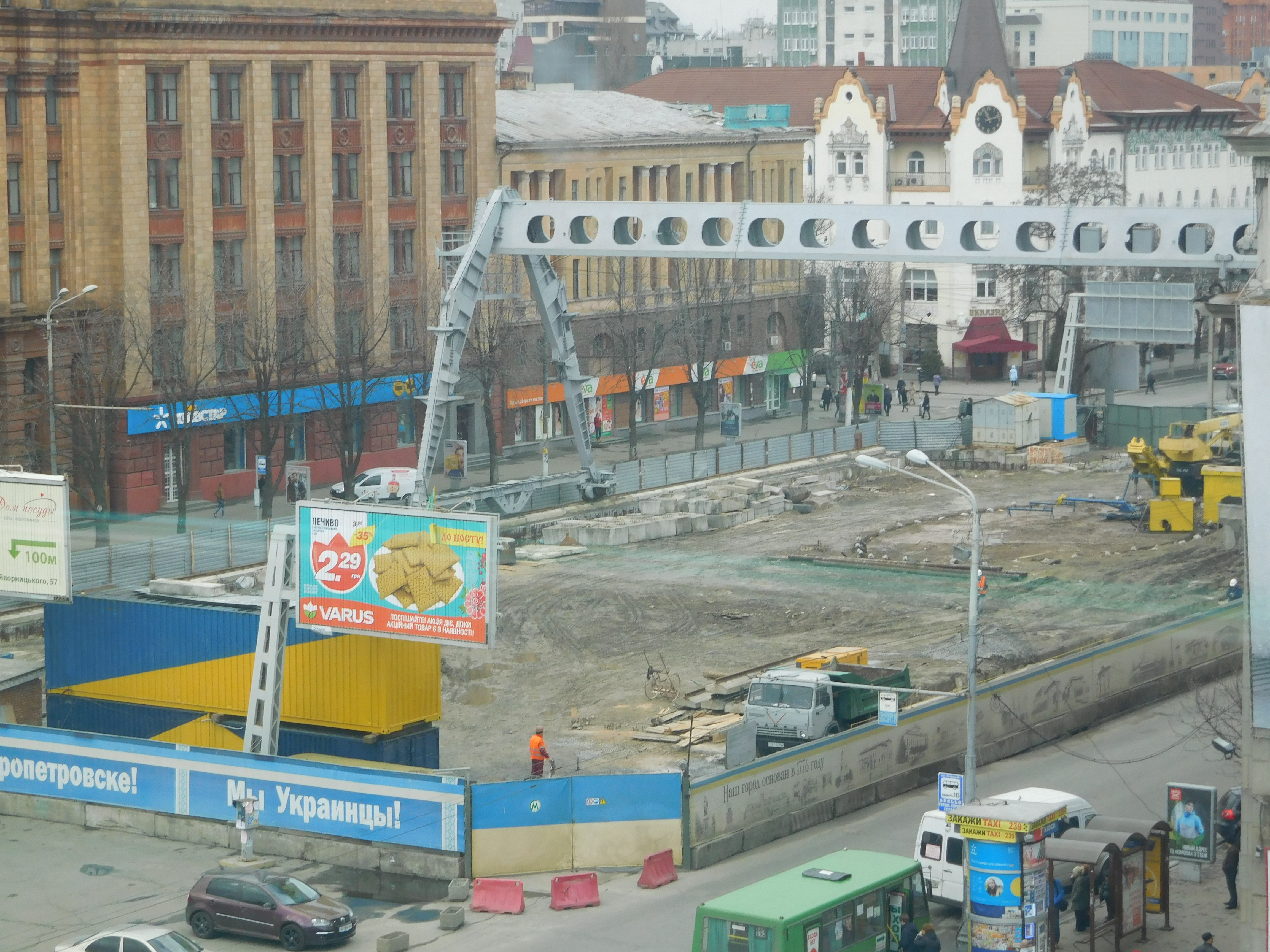
Centralna (w budowie)